# Sant Boi de Lluçanès
Sant Boi de Lluçanès är en kommun i Spanien.   Den ligger i provinsen Província de Barcelona och regionen Katalonien, i den östra delen av landet, 500 km öster om huvudstaden Madrid. Antalet invånare är 545. Arean är 19,5 kvadratkilometer. Sant Boi de Lluçanès gränsar till Sora, Orís, Sobremunt, Olost, Perafita och Sant Agustí de Lluçanès. 
Terrängen i Sant Boi de Lluçanès är platt åt sydväst, men åt nordost är den kuperad.